# Fairey Rotodyne

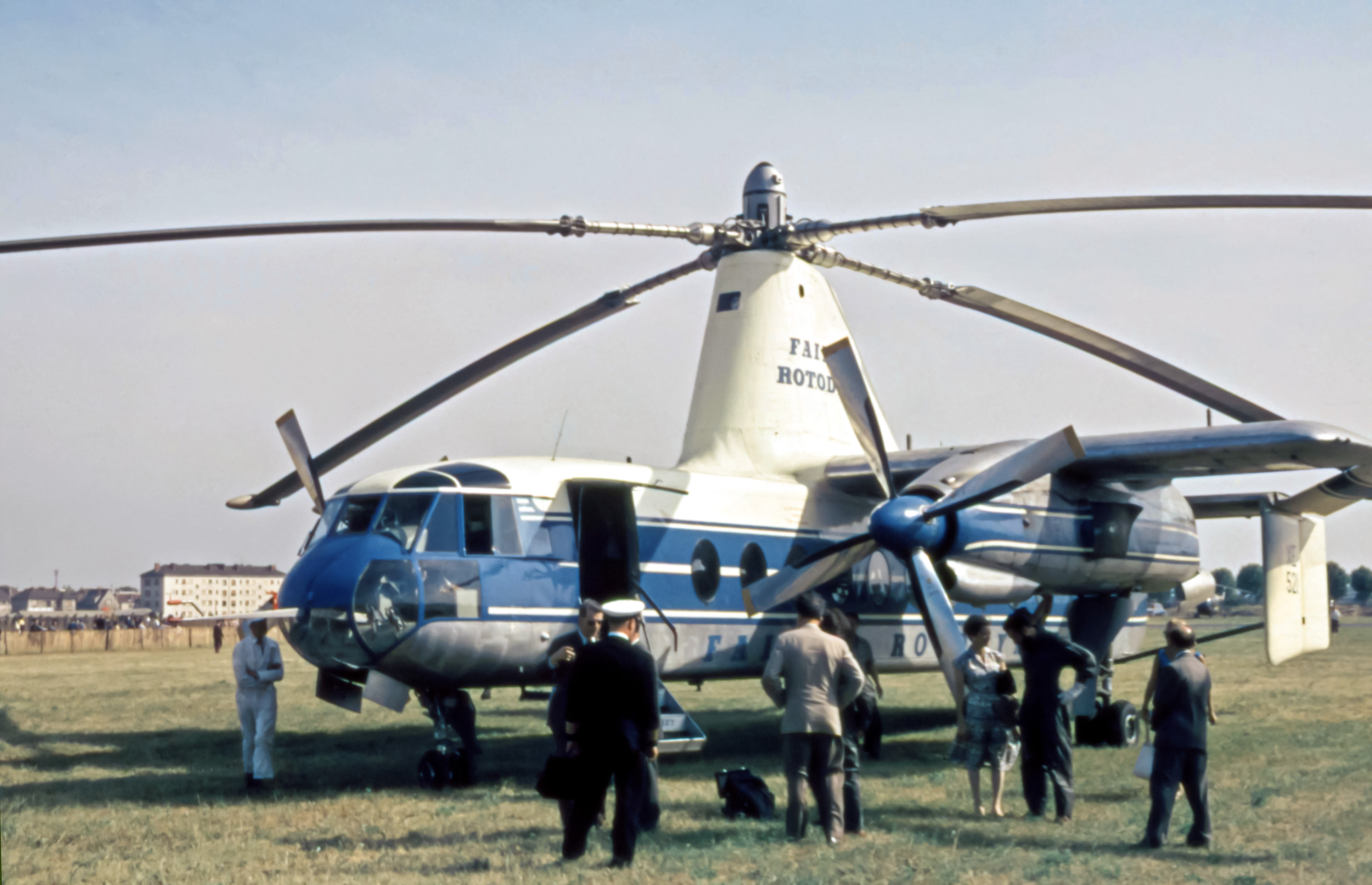
Le Fairey Rotodyne en 1959.

Le Fairey Rotodyne est un gyroplane conçu dans les années 1950 par Fairey Aviation et destiné à un usage militaire et civil.

## Histoire
Le Rotodyne est basé sur l'expérience acquise avec le Girodyne avec un rotor à quatre pales entraîné par réaction (air comprimé et essence) et des moteurs montés sur de courtes ailes. Avec l'aide financière de gouvernement britannique, le premier prototype prit son envol en 1957. Il pouvait transporter une quarantaine de passagers sur 700 km, avec une vitesse de croisière d'environ 300 km/h. Après plus de 350 vols test, il a pu prouver sa sécurité. La version officielle quant à elle, aurait pu avoir 75 passagers (mais elle n'a jamais vu le jour).
Quand son développement a débuté, il avait pour mission d'être un moyen de transport nouveau et révolutionnaire. Il présentait les avantages d'un hélicoptère combinés avec ceux de l'avion. Il permettait de se poser sur un héliport, au centre-ville sur les toits des immeubles, pouvant considérablement réduire les trajets internes qui pouvaient s'avérer autant longs qu'un vol lorsque l'on atterrissait dans un aéroport international. La première idée était de transporter les personnes du centre-ville à leur aéroport en hélicoptère, ce qui permettait d'éviter le trafic routier parfois très lent dans des villes très peuplées. Malheureusement, aucune de ces compagnies n'arrivait à faire de l'argent. Avec un coût de vingt à trente cents par mile et par siège, seul New York Airways pouvait se permettre ce genre d'activité puisque la compagnie était financée par l'État. Combiné à cela, il était beaucoup plus rapide, plus économique qu'un hélicoptère, car le coût était passé à quatre cents par mile et par siège, et la distance franchissable avait elle aussi considérablement augmenté.
En plus d'être révolutionnaire pour son aspect pratique, son fonctionnement aussi était nouveau.

## Conception
Le Fairey Rotodyne était un grand gyroplane hybride, connu sous le nom de « gyroplane composé » ou « Gyrodyne ». Selon Wood, c’était « le plus grand hélicoptère de transport de son temps ». Il était muni d’un fuselage rectangulaire dégagé pouvant accueillir de quarante à cinquante passagers ; une paire de portes à double coque était placée à l’arrière de la cabine principale afin que le fret et même les véhicules puissent être chargés et déchargés.
Le Rotodyne avait un grand rotor à quatre pales et deux turbopropulseurs Napier Eland N.E.L.3 montés chacun sous l'aile haute, de manière habituelle. Les pales du rotor présentaient un profil aérodynamique symétrique autour d’un longeron porteur. Le profilé  était constitué d’acier et d’alliage léger en raison de problèmes de centrage.
De même, le longeron était formé à partir d’un bloc d’acier usiné épais à l’avant et d’une section plus mince plus légère formée d’acier plié et riveté à l’arrière. L’air comprimé a été canalisé à travers trois tubes d’acier à l’intérieur de la pale. Les chambres de combustion à jet d’extrémité étaient composées de Nimonic 80, avec des chemises fabriquées à partir de Nimonic 75.
Pour le décollage et l’atterrissage, le rotor était entraîné par des jets d’extrémité. L’air était produit par des compresseurs entraînés par les moteurs principaux via un réducteur. Le circuit d'air comprenait des conduits dans le bord d’attaque des ailes et jusqu’à la tête du rotor. Chaque moteur fournissait de l’air à une paire de rotors opposés ; l’air comprimé était mélangé au carburant et brûlé. En tant que système rotor à montage libre, aucun système anti-couple n’était requis, même si le pas de l’hélice était commandé par le palonnier pour le pilotage en lacet à basse vitesse. Les hélices tractrices permettaient le vol en translation pendant que le rotor était en autorotation. Les commandes du poste de pilotage comprenaient un levier de pas cyclique et collectif, comme dans un hélicoptère conventionnel.
La transition entre les modes de vol hélicoptère et autogyre aurait eu lieu à environ soixante miles par heure (d’autres sources affirment que cela se serait produit à environ 110 nœuds) ; la transition aurait été accomplie en éteignant les jets d’extrémité. Au cours du vol autogyro, jusqu’à la moitié de la portance aérodynamique du rotor était assurée par les ailes, ce qui lui permettait également d’atteindre une vitesse plus élevée.

## Caractéristiques
Pour le prototype
- Équipage : 2.
- Capacité : 40-48 passagers.
- Longueur : 17,88 m de fuselage.
- Largeur d'ailes : 14,17 m ailes fixes.
- hauteur : 6,76 m.
- surface des ailes : 44,1 m2[8].
- Voilure : NACA 23015.
- Poids à vide : 9 979 kg (22 000 lb).
- Poids total : 14 969 kg (33 000 lb).
- Capacité de carburant : 3 402 kg (7 500 lb).
- Turbopropulseurs : 2 × Napier Eland N.El.7, 2 816 ch (2 100 kW) chacun[9].
- Réacteurs : 4 × rotor tip jet, 1 000 lbf (4,4 kN) de poussée chacun[10].
- Diamètre du rotor principal : 27,43 m.
- Surface du rotor principal : 591,0 m2. Rotor aerofoil : NACA 0015.
- Vitesse de la lame : 720 ft/s (219 m/s).
- Charge du disque : 30 kg/m2 (6,14 lb/ft2).
- Hélice : 4 pales, 4,0 m (13 pieds) de diamètre.

Performance
- Vitesse maximum : 190,9 mph (307,2 km/h, 165,9 kn)[11].
- Vitesse de croisière : 185 mph (298 km/h, 161 kn).
- Autonomie : 720 km (450 mi, 390 nmi).
- Plafond : 13 000 pieds (4 000 m).

## Abandon du projet
La première raison de l'échec en est le bruit, les réacteurs placés aux extrémités étaient très bruyants. Les habitants des villes concernées n'auraient pas toléré de telles nuisances sonores. Mais cela ne concernait que le prototype, le modèle officiel de production était plus grand, mais Fairey a pourtant investi beaucoup de temps dans la recherche afin de rendre l'aéronef plus silencieux. En 1960, l'équipe d'ingénieurs a su réduire la sonorité de 15 %. Cela a intéressé certaines compagnies aériennes qui en ont commandé, dont American Airline. Mais pour pouvoir en produire en quantité, 10 millions de livres sterling manquaient au constructeur, et le gouvernement britannique n'avait pas assez d'argent. La plupart des constructeurs du pays étaient en difficulté et avaient coûté cher à l'État, ce qui les a forcés à fusionner, y compris Fairey. Il fallait trouver des turbopropulseurs plus puissants pour la version officielle plus grande que le prototype et rendre les réacteurs encore plus silencieux. De plus, le Rotodyne s'est retrouvé face à d'autres projets d'hélicoptères qui ont fini par prendre le dessus. Le délai de livraison et le coût ont donc changé pour les compagnies ayant commandé des exemplaires, et une par une, toutes les commandes ont disparu. En 1962, le pays faisait face à une pression économique, le gouvernement a décidé de retirer le financement du Rotodyne.